# Нименьга (приток Волошки)
Ни́меньга — река в Архангельской области, правый приток Волошки. Протекает по территории Няндомского (Няндомское МО) и Коношского районов.
Длина — 44 км, площадь бассейна — 1020 км².
Вытекает из озера Нименьгского. Впадает в Волошку у нежилой деревни Усть-Нименьга.
Крупнейший приток — Няндома.